# Усама бен Ладен
Уса́ма бен Муха́ммед бен Авад бен Ла́ден (араб. أسامة بن محمد بن عوض بن لادن‎ [ʔu.saː.ma ben laː.din]; 10 марта 1957, Эр-Рияд, Саудовская Аравия — 2 мая 2011, Абботтабад, Пакистан) — международный террорист. Основатель и первый эмир международной исламистской террористической организации «Аль-Каида», взявшей на себя ответственность за теракты 11 сентября 2001 года и взрывы посольств США в Африке в 1998 году, как и за ряд атак на военные и гражданские цели по всему миру. Уроженец Саудовской Аравии, происходил из богатой семьи, принадлежащей к йеменскому племени киндитов.
Сын миллиардера Мухаммеда ибн Авада бен Ладена. В 1979 году бросил университет на родине и направился в Пакистан, где присоединился к моджахедам, боровшимся против советских войск в Афганистане. Снабжая противников интервенции оружием, финансами и бойцами, Усама приобрёл широкую популярность в арабском мире. В 1988 году он основал «Аль-Каиду». В 1992 году саудовские власти выдворили Усаму бен Ладена за пределы королевства, и он переехал в Судан, однако под давлением США в 1996 году был вынужден покинуть страну. Перебравшись в Афганистан, он объявил войну Соединённым Штатам и отдал приказ о серии терактов. За причастность к взрывам американских посольств в Кении и Танзании в 1998 году Усама бен Ладен был включён в списки десяти наиболее разыскиваемых беглецов и наиболее разыскиваемых террористов, опубликованные ФБР.
В 2001—2011 годах являлся главной целью Войны против терроризма. За информацию о его местонахождении ФБР назначило награду в 25 миллионов долларов. 2 мая 2011 года Усама бен Ладен был убит в ходе операции американских спецподразделений по приказу президента США Барака Обамы в собственном убежище в пакистанском Абботтабаде.

## Биография
Усама бен Ладен родился 10 марта 1957 года в саудовском Эр-Рияде в семье строительного магната Мухаммеда ибн Авада бен Ладена, имевшего тесные связи с монаршим домом, и его наложницы Хамиды аль-Аттас. Через некоторое время после рождения сына Мухаммед развёлся с ней. Мальчик жил вместе с матерью, которая вновь вышла замуж и родила 4 детей. Состояние бен Ладенов оценивалось в 5 млрд долларов, из которых Усама унаследовал 25—30 млн.
Усаму бен Ладена растили набожным суннитом. В 1967 году его отец погиб в авиакатастрофе. В 1968—1976 годах Усама учился в престижной светской школе ат-Тажер и поступил в университет короля Абдул-Азиза в Джидде, где обучался экономике и управлению бизнесом. По одной информации, в 1981 году он получил диплом по государственному управлению, по другой — бросил учебное заведение на третьем курсе. Согласно одним источникам, он отличался усердием. Во время учёбы в Джидде Усаму в основном интересовала религия: он увлёкся толкованием Корана и джихада и благотворительностью. Кроме того, он любил сочинять стихи, читать труды Бернарда Монтгомери и Шарля Де Голля и играть в футбол на позиции центрального нападающего. Будущий лидер «Аль-Каиды» болел за лондонский «Арсенал». Ему также нравились чёрные жеребцы.

### Афганская война
В 1979 году Усама бен Ладен бросил учёбу и присоединился к Абдулле Аззаму в Пакистане, после чего начал помогать моджахедам, боровшимся против советских войск в Афганистане, деньгами и техникой, принадлежавшей его строительной компании. Свой порыв он позже объяснил злобой на «несправедливость к людям Афганистана». В 1979—1989 годах в рамках операции «Циклон», осуществлявшейся ЦРУ, США и Саудовская Аравия потратили 40 млрд долларов на финансирование и вооружение почти 100 000 борцов против оккупации, в числе которых были добровольцы из 40 арабских стран, через пакистанскую разведку. С её главой генерал-лейтенантом Хамидом Гулем будущий основатель «Аль-Каиды» встречался и завязал отношения. Это ведомство, как и пакистанские вооружённые силы, тренировало боевиков.
К 1984 году Усама и Аззам создали «Мактаб аль-Хидамат» — организацию, снабжавшую моджахедов деньгами, оружием и бойцами, поступавшими из других арабских стран. Через неё Усама бен Ладен тратил унаследованное состояние на авиабилеты, жильё, оформление документов для пакистанских властей и другую помощь джихадистам. Он организовал тренировочные лагеря в провинции Хайбер-Пахтунхва и обучал добровольцев со всего арабского мира. Иногда он сам принимал участие в сражениях, в ходе одного из которых был ранен в ногу. В этот период он стал культовой для многих арабов фигурой.
Среди бойцов Усамы в Афганистане был йеменец Тарик аль-Фадли, впоследствии активный военный союзник Аль-Каиды на Аравийском полуострове.

#### Создание «Аль-Каиды»
К 1988 году Усама покинул «Мактаб аль-Хидамат», желая играть большую военную роль. Он считал, что арабы в составе афганского сопротивления должны быть отдельной силой, в то время как Аззам был сторонником их слияния с моджахедами. К тому времени «Аль-Каида» имела больше формальный характер. От её членов требовались умение слушать, хорошие манеры, послушание и готовность дать клятву пойти за старшими. Тогда существование группировки держалось в строгом секрете. Датой её создания называется 11 августа 1988 года, когда на встрече между руководством «Египетского исламского джихада», Аззамом и Усамой бен Ладеном было принято решение объединить средства последнего и опыт первого и распространять джихад и далее после вывода советских войск из Афганистана. В конце 1989 года Усама вернулся на родину и был встречен как герой, который со своим Арабским легионом «повалил могучую сверхдержаву». Он был недоволен кровопролитной войной между афганскими племенами.
Вторжение Ирака в Кувейт в августе 1990 года поставило королевство и монарший дом под угрозу. Иракские войска были сконцентрированы на границе с Саудовской Аравией, призывы Саддама Хусейна к арабскому единению подогревали внутренние разногласия. Усама бен Ладен встречался с королём Фахдом и министром обороны принцем Султаном в надежде убедить их отказаться от помощи со стороны немусульманских стран и предложил им военную поддержку своего Арабского легиона, однако получил отказ, и власти государства призвали к размещению американских войск на его территории. Лидер «Аль-Каиды» публично осудил зависимость королевства от вооружённых сил США, заявив, что лишь мусульмане могут защищать две величайшие исламские святыни — Мекку и Медину. Критикуемая им правящая династия пыталась заставить его замолчать. Американская 82-я воздушно-десантная дивизия высадилась в городе Дахран на северо-востоке королевства и была дислоцирована в пустыне в нескольких сотнях километров от Медины.
8 ноября того же года агенты ФБР посетили дом, где проживал Эль Сайид Насер, связанный с оперативником «Аль-Каиды» Али Мухаммедом. В ходе обыска были обнаружены весомые доказательства планирования терактов, в том числе подрыва нью-йоркских небоскрёбов, что стало первыми известными планами организации по совершению террористических актов за пределами мусульманских стран. Позже Насер был признан виновным в убийстве раввина Меира Кахане, совершённом 5 ноября 1990 года, и приговорён к пожизненному заключению за причастность ко взрыву во Всемирном торговом центре в 1993 году. Усама продолжил открыто критиковать монарший дом, за что в 1992 году был выслан из страны и перебрался в Судан.

### Судан. Возвращение в Афганистан
В Судане глава «Аль-Каиды» создал тренировочную базу для джихадистов в Хартуме, где приобрёл дом в престижном районе, а также купил жильё в городе Соба на Голубом Ниле. За время пребывания в этой стране он вложил большие средства в её инфраструктуру и сельское хозяйство и активно занимался бизнесом: в частности, был торговым представителем британской компании Hunting Surveys. Эти предприятия находились под протекцией влиятельного политика-исламиста Хасана ат-Тураби и были успешными. С помощью техники, перевезённой из Афганистана, строились дороги. Многие из сотрудников Усамы были его боевыми товарищами. Он занимался благотворительностью и пользовался популярностью среди местного населения. Лидер «Аль-Каиды» продолжал критиковать короля Фахда, за что в 1994 году был лишён гражданства и стипендии размером в 7 млн долларов в год со стороны семьи.
К тому времени Усаму бен Ладена начали связывать с Египетским исламским джихадом. В 1995 году эта организация неудачно покушалась на президента Египта Хосни Мубарака, и Судан выслал её членов с его территории. Госдепартамент США объявил это государство спонсором международного терроризма и заявил о наличии тренировочных лагерей «Аль-Каиды» в суданской пустыне. Местные власти отрицали обвинения, ссылаясь на то, что ат-Тураби потерял влияние в стране. Суданские официальные лица хотели сотрудничать с Соединёнными Штатами, однако они отказались идти на контакт даже после того, как Усама покинул территорию государства. Лишь в 2000 году сотрудники американской разведки посетили республику.
В конце 1995 года власти Судана и Саудовской Аравии начали вести переговоры по высылке лидера «Аль-Каиды» за пределы страны, в чём суданцев поддержал посол США в Судане, однако официальные лица королевства противились возвращению Усамы бен Ладена на родину, так как он был лишён гражданства. Республика попросила Саудовскую Аравию простить его. К тому времени Усама начал думать, что в Судане небезопасно — там он пережил как минимум одно покушение, которое, как он полагал, было организовано Египтом или королевством и профинансировано ЦРУ.
В конце концов под давлением Саудовской Аравии, Египта и США правительство страны позволило эмиру «Аль-Каиды» выехать в любую страну, и он выбрал Афганистан, куда и прибыл чартерным рейсом в Джелалабад 18 мая 1996 года. Усама бен Ладен завязал близкие отношения с лидером Талибана муллой Омаром. Изгнание значительно ослабило «Аль-Каиду» и её лидера. Согласно некоторым источникам, оно не оставило ему и его последователям иного выбора, кроме как полной радикализации: большинство из 300 её членов стали террористами, в то время как ранее организация находилась под контролем Судана. По разным оценкам, Усама потерял из-за высылки от 20 до 300 млн долларов — строительная техника была конфискована, ему пришлось ликвидировать фирмы и избавиться от земельных участков и даже от собственных лошадей. Среди вероятных источников его доходов также называлась торговля африканскими полезными ископаемыми, наркоторговля и контрабанда.
В августе 1996 года Усама бен Ладен издал фетву об объявлении войны Соединённым Штатам. Несмотря на то, что в 1990 году президент Джордж Буш—старший заверил короля Фахда, что американские войска покинут королевство после устранения иракской угрозы, к 1996 году они так и не были выведены. Буш ссылался на необходимость сдерживать режим Саддама Хусейна, который президент США решил не уничтожать. Глава «Аль-Каиды» объявил Саудовскую Аравию их колонией. В Афганистане он получал пожертвования и средства от пакистанской разведки, шедшие на создание новых тренировочных лагерей для моджахедов. Он контролировал авиакомпанию Ariana Afghan Airlines, которую использовал для транспортировки бойцов, оружия, наличных и опия через Объединённые Арабские Эмираты и Пакистан и как прикрытие для членов группировки. За обслуживание самолётов и их загрузку отвечал торговец оружием Виктор Бут.

### Начало террористической деятельности
Считается, что первый теракт, к которому был причастен Усама, — взрыв 29 декабря 1992 года в аденской гостинице, унёсший жизни двух человек. Именно тогда «Аль-Каида» начала оправдывать убийство невинных людей — согласно фетве одного из основателей этой организации Мамдуха Махмуда Салима, смерть случайных свидетелей вознаградит их. В 1992 или 1993 году её лидер отправил в Алжир эмиссара с 40 000 долларов в помощь исламистам, который убедил их начать «тотальную войну» с правительством, что вылилось в массовое насилие. В ходе боевых действий погибло 150 000—200 000 человек, исламисты потерпели поражение. Усаму бен Ладена обвиняли в финансировании теракта в Луксоре 17 ноября 1997 года, унёсшего жизни 62 человек и вызвавшего сильное неприятие в египетском обществе. Он укрепил свои отношения с Талибаном, послав несколько сотен джихадистов на защиту Мазари-Шарифа от хазарейцев.
В феврале 1998 года лидер «Аль-Каиды» вместе с Айманом аз-Завахири подписал фетву о создании «Всемирного фронта джихада против евреев и крестоносцев», провозгласившую убийство американцев и их союзников «личной нуждой каждого мусульманина» на пути к «освобождению мечети Эль-Акса и священной мечети от их власти». На публичном оглашении этого документа Усама заявил, что американцы — лёгкие цели, и сказал присутствующим журналистам: «Результаты этого вы увидите совсем скоро».
7 августа 1998 года у посольств США в столицах Танзании Дар-эс-Саламе и Кении Найроби прогремели взрывы, в результате чего погибли сотни людей. Вскоре была установлена причастность «Аль-Каиды», за которую Усама бен Ладен был включён в список десяти наиболее разыскиваемых ФБР беглецов[156][157][158][159][136].
В ответ на взрывы у посольств президент США Билл Клинтон 20 августа 1998 года приказал нанести ряд ударов крылатыми ракетами по объектам, связанным с бен Ладеном, в Судане и Афганистане.
В декабре того же года Контртеррористический центр при директоре ЦРУ доложил президенту Биллу Клинтону о подготовке «Аль-Каидой» терактов на территории Соединённых Штатов, в том числе угонов самолётов.
15 октября 1999 года Организация Объединенных Наций признала «Аль-Каиду» террористической организацией, приняв резолюции 1267 Совета Безопасности ООН. Эта резолюция была направлена на введение санкций в отношении лиц и организаций, связанных с «Аль-Каидой», включая замораживание активов и введение запретов на въезд в отдельные страны.
В конце 2000 года Ричард Кларк заявил, что на 3 января 2000 года группировка планировала атаки на отель в иорданском Аммане, туристов на горе Нево, место на реке Иордан, где, по преданию, крестился Иисус, и цель в США, а также потопление эсминца USS The Sullivans (DDG-68) в Йемене. План был сорван арестами заговорщиков в Иордании и оперативника «Аль-Каиды» Ахмеда Рессама и крушением лодки, перевозившей взрывчатку для уничтожения судна.

### Поддержка исламистов в 1990-х годах
В октябре 2001 года бывший сотрудник Госдепартамента США назвал Боснию «безопасной гаванью» для террористов и заявил, что бывшие власти в Сараеве защищали их, а некоторые из экстремистов имели связи с Усамой. После окончания войны на территории Боснии осталось более 1000 исламских добровольцев, которым было предоставлено гражданство. По некоторым сведениям, Усама бен Ладен и сам получил его и в 1993 году встречался с президентом Алией Изетбеговичем. Через свои компании в Судане Усама бен Ладен финансировал небольшие группы бойцов из арабских стран, прибывавшие в Боснию. В состав одной из них входил Карим Саид Атмани, обвинённый американскими властями в подделке документов для нескольких алжирцев, планировавших взрывы на территории Соединённых Штатов. К 1998 году в Албании было арестовано и выслано в Египет четверо членов ЕИД. В марте 2002 года во время процесса над экс-президентом Югославии Слободаном Милошевичем, проходившего в рамках Международного трибунала по бывшей Югославии, обвиняемый заявил, что «Аль-Каида» помогала мусульманским бойцам в Косове, Боснии и Чечне.
Глава «Аль-Каиды» с 1995 года играл активную роль в чеченском конфликте, посылая агентов «Аль-Каиды» на Северный Кавказ и финансируя чеченское бандподполье. Его представителем в регионе был полевой командир Хаттаб, с которым Усама был знаком с 1987 года. Его финансовая поддержка позволила Хаттабу укрепить собственное влияние в Чечне. Усама бен Ладен поддерживал и узбекских исламистов: в частности, неоднократно встречался с Тахиром Юлдашевым с целью наладить связи между ним и Талибаном и выделял Джуме Намангани до 3 млн долларов ежегодно.
Утверждения о связях режима Саддама Хусейна с «Аль-Каидой», послужившие одной из причин вторжения в Ирак, так и не нашли подтверждения.

### Террористические акты 11 сентября 2001 года
Видит Бог, что нам и в голову не приходило атаковать башни, но после того, как ситуация стала невыносимой, и мы увидели несправедливость и тиранию американо-израильского союза против нашего народа в Палестине и Ливане, я задумался об этом. А те события, что затронули меня напрямую, произошли в 1982-м и после этого, когда американцы позволили израильтянам вторгнуться в Ливан и им помог Шестой флот. Когда я наблюдал за уничтожением башен в Ливане, мне пришла мысль наказать неправых так же: уничтожить башни в Америке, чтобы они отчасти почувствовали, что чувствуем мы, и прекратили убивать наших детей и женщин.— речь от 29 октября 2004 года
Первоначально эмир «Аль-Каиды» отрицал свою причастность к событиям 11 сентября, однако в 2004 году признал её. В ходе терактов было угнано четыре пассажирских самолёта — рейсы 11 American Airlines, 175 United Airlines, 77 American Airlines и 93 United Airlines, врезавшиеся соответственно в Северную и Южную башни Всемирного торгового центра в Нью-Йорке и Пентагон в округе Арлингтон, штат Виргиния. Четвёртый самолёт, летевший к вашингтонскому Капитолию, упал в поле близ города Шанксвилл, Пенсильвания, после борьбы между пассажирами и террористами за контроль над самолётом. Все пассажиры на борту погибли. Трагедия унесла жизни 2996 человек, включая 19 террористов. В ответ правительство США начало войну с терроризмом, чьими целями были свержение режима талибов в Афганистане и захват оперативников «Аль-Каиды». Несколько государств в целях противодействия терроризму ужесточили собственное законодательство. Поиск и пленение либо уничтожение Усамы были поручены Отделу специальных операций ЦРУ. ФБР заявило, что обладает неопровержимыми секретными доказательствами причастности Усамы бен Ладена и «Аль-Каиды» к терактам. Правительство Великобритании пришло к аналогичному выводу о причастности террориста, однако сочло имеющиеся доказательства недостаточными для заведения уголовного дела.
16 сентября 2001 года диктор телеканала «Аль-Джазира» зачитал послание главы «Аль-Каиды», в котором тот заявил о своей непричастности к атакам. В ноябре 2001 года американские войска обнаружили в Джелалабаде видеокассету, на которой Усама бен Ладен в ходе обсуждения с соратниками событий 11 сентября признаётся, что заранее знал об их подготовке. 13 декабря плёнка была обнародована. Корректность перевода аудиодорожки на английский язык подвергается сомнению: по мнению арабиста Абделя Эль М. Хусейни, в тех местах, где лидер «Аль-Каиды» признаёт ответственность за теракты, английский текст не совпадает с арабским. На видеоплёнке, поступившей в распоряжение «Аль-Джазиры» 30 октября 2004 года, он сообщил о своей причастности к произошедшему и заявил, что осуществлял непосредственную координацию над всеми 19 исполнителями терактов, однако не отозвал прошлые заявления. Он также сообщил: «я и главнокомандующий Мухаммед Атта, да будет Аллах к нему милостив, пришли к соглашению, что вся операция должна завершиться не более чем за 20 минут, пока Буш и его администрация не заметят происходящего». Теракты Усама объяснил тем, что «мы свободный народ», который «хочет вернуть свободу», и обвинил президента Джорджа Буша-младшего в халатности по отношению к угонам самолётов 11 сентября.
23 мая 2006 года «Аль-Джазира» передала новое обращение террориста, в котором тот признался, что он «в ответе за девятнадцать братьев» и «был ответственен за поручение девятнадцати братьям … этих рейдов». 6 сентября того же года в эфир вышли кадры, на которых Усама бен Ладен обсуждал предстоящие атаки с соучастником их подготовки Рамзи ибн аш-Шибхом и военачальником Аль-Каиды Мухаммедом Атефом (убит в результате бомбардировки в Афганистане в ноябре 2001 года), на видео также запечатлены двое непосредственных исполнителей терактов Ваиль аш-Шехри и Хамза аль-Гамди, зачитывающие свои завещания. В своём «письме Америке», обнародованном в ноябре 2002 года, глава «Аль-Каиды» называл причинами атак поддержку США Израиля, агрессии против мусульман в Чечне, Кашмире и Ливане и непосредственное участие в уничтожении мусульман в Сомали, американское военное присутствие в мусульманских странах и их внешнее управление, а также санкции против Ирака.

### Уголовное преследование
16 марта 1998 года Ливия объявила Усаму в международный розыск по подозрению в причастности к убийству одного из ведущих немецких арабистов, агента немецкой разведки Сильвана Беккера и его жены Веры 10 марта 1994 года. На момент своей гибели эмир «Аль-Каиды» всё ещё разыскивался ливийскими властями. 8 июня 1998 года американское большое жюри признало его вину в сговоре с целью атаковать оборонительные сооружения США, а также то, что он являлся руководителем террористической организации «Аль-Каида» и играл одну из главных ролей в поддержке исламистов по всему миру. 4 ноября того же года большое жюри окружного суда по Южному округу штата Нью-Йорк в рамках расследования причастности Усамы бен Ладена к взрывам американских посольств в Африке в 1998 году вынесло решение о вине террориста в убийстве граждан США за пределами страны, сговоре с целью убийства граждан США за пределами страны и нападении на федеральный объект, приведшее к смерти. В качестве доказательств обвинение привело показания свидетелей и записи разговоров по спутниковому телефону, приобретённому для подсудимого на территории Соединённых Штатов. Тем не менее Талибан счёл его невиновным из-за недостатка доказательств и заявил, что несправедливо судить мусульманина немусульманским судом.
7 июня 1999 года лидер «Аль-Каиды» за совершение преступлений, карающихся смертной казнью, в рамках терактов 1998 года был включён в список десяти наиболее разыскиваемых ФБР беглецов. Покушения на него и попытки воздействовать на афганские власти с целью добиться его экстрадиции не имели успеха до начала войны. В 1999 году по предложению президента США Билла Клинтона ООН ввела санкции против режима талибов с целью заставить их выдать Усаму, но они продолжили препятствовать экстрадиции. После терактов 11 сентября афганские власти предложили начать процесс против Усамы бен Ладена в исламском суде, если будут приведены доказательства его причастности к произошедшему. Лишь на восьмой день после начала американской военной операции в октябре 2001 года они согласились выдать эмира «Аль-Каиды» третьей стране для суда над ним с целью прекращения бомбардировок, однако Буш отверг предложение, заявив, что время для переговоров вышло, а вина Усамы бен Ладена уже доказана. После его убийства 2 мая 2011 года 15 июня правоохранительные органы США сняли с Усамы обвинения.

## Преследование со стороны США

### Президентство Клинтона
Впервые задача по захвату Усамы была поставлена во время правления Билла Клинтона. Вскоре после 11 сентября 2001 года стало известно, что он подписал директиву, предписывающую ЦРУ и его Отделу специальных операций задержать террориста и доставить его в Соединённые Штаты, чтобы тот предстал перед судом по делу об атаках на американские посольства в Кении и Танзании, а если захватить его живым будет невозможно — уничтожить его. 20 августа 1998 года корабли ВМС США в Аравийском и Красном морях выпустили ракеты по тренировочным лагерям «Аль-Каиды» близ афганского Хоста, однако лидер «Аль-Каиды» уехал оттуда за несколько часов до бомбардировки, и по фармацевтической фабрике в суданском Северном Хартуме под предлогом производства там химического оружия соответственно. Бюро разведки и исследований госдепартамента подвергло критике эту версию ЦРУ за недостатком доказательств. В 1999 году Управление и пакистанская военная разведка тренировали отряд из примерно 60 пакистанских диверсантов, которых планировалось забросить в Афганистан с целью убийства Усамы бен Ладена, однако план так и не был воплощён в жизнь из-за военного переворота в том же году. В 2000 году зарубежные оперативники, работавшие на ЦРУ, выстрелили из ручного гранатомёта в афганских горах по машине из конвоя главы «Аль-Каиды», однако он находился в другом автомобиле. Охота на террориста была встречена неоднозначно: Пол Бремер поддержал её, в то время как бывший посол в Пакистане Роберт Окли заявил об «одержимости Усамой» со стороны правительства.

### Администрация Буша
Сразу после терактов 11 сентября власти США назвали Усаму и «Аль-Каиду» главными подозреваемыми и предложили 25 млн долларов за информацию о его местонахождении. 13 июля 2007 года Сенат проголосовал за удвоение вознаграждения, однако этого так и не произошло. Ассоциации пилотов авиакомпаний и воздушного транспорта предложили в награду дополнительные 2 млн долларов. По информации корреспондентов The Washington Post Бартона Гелльмана и Томаса Рикса, во время Битвы при Тора-Бора в конце 2001 года Усама бен Ладен находился внутри пещерного комплекса, расположенного в горах и проходящего по восточной границе Афганистана, однако недостаток бойцов, выделенных для охоты на террориста, позволил ему сбежать, что стало самым серьёзным провалом за всю войну с «Аль-Каидой». Согласно той же газете, в конце 2005 года военизированный отряд ЦРУ, которому была дана задача захватить лидера «Аль-Каиды», был расформирован. В 2002 году Джордж Буш заявил: «Я действительно не так обеспокоен им». 14—16 августа 2007 года американские и афганские войска, получив информацию о встрече между членами «Аль-Каиды» в Тора-Бора перед началом Рамадана, атаковали комплекс и уничтожили множество талибов и джихадистов, но ни Усамы, ни аз-Завахири среди них не оказалось.

### Администрация Обамы
7 октября 2008 года на вторых дебатах кандидатов в президенты выдвиженец от Демократической партии Барак Обама заявил: «Мы убьём бен Ладена. Мы сломаем „Аль-Каиду“. Это должно быть приоритетом национальной безопасности». По избранию президентом он повторил о намерении «возродить обязательство США найти лидера „Аль-Каиды“ Усаму бен Ладена». Обама отказался от глобальной войны с терроризмом и сконцентрировался на борьбе с «Аль-Каидой». В декабре 2009 года министр обороны США Роберт Гейтс сообщил, что у американских властей долгие годы не было достоверной информации о местонахождении её главы. Неделю спустя командующий Международными силами содействия безопасности в Афганистане генерал Маккристал заявил, что «Аль-Каида» не будет побеждена до тех пор, пока Усама не будет схвачен или убит, так как, будучи культовой фигурой, помогает её существованию как международной франшизы, но его захват или гибель не будут означать уничтожения группировки. В апреле 2011 года Обама отдал приказ об осуществлении тайной операции по пленению или убийства Усамы бен Ладена. 2 мая того же года Белый дом сообщил о его гибели в убежище в городе Абботтабад в Пакистане.

## Местонахождение и убийство
До гибели эмира и основателя «Аль-Каиды» неоднократно сообщалось о его пребывании в различных районах Пакистана: в Вазиристане, ссылаясь на письмо лидеру этой террористической группировки в Ираке Абу Мусабу аз-Заркави от другого члена «Аль-Каиды», Парачинаре, округе Читрал, а также в иранском Себзеваре. Пакистанский премьер-министр Юсуф Реза Гилани отрицал, что Усама находится на территории страны. В октябре 2010 года анонимный источник в руководстве НАТО сообщил, что он «жив и здоров и с комфортом живёт» в Пакистане под охраной местных спецслужб. Один из пакистанских официальных лиц отверг обвинения и заявил, что этим на государство оказывается давление на переговорах, имеющих целью укрепить связи между ним и США.
2 мая 2011 года Усама бен Ладен был уничтожен американским подразделением сил специального назначения в своём доме, располагавшемся в 1,3 км от здания Пакистанской военной академии в Абботтабаде. Операция, получившая название «Копьё Нептуна», была осуществлена по приказу президента Барака Обамы и проведена отрядом из переброшенных из Афганистана бойцов DEVGRU под контролем Совместного командования специальных операций и ЦРУ, оперативники которого помогали на месте. Тело покойного было перевезено в Афганистан для опознания и в течение суток после его гибели захоронено в море.
На основе этих событий сняты художественные фильмы «Цель номер один» и «Кодовое имя Джеронимо».

### Усама бен Ладен и пакистанские власти
Силовые структуры Пакистана обвиняли в том, что они, вероятнее всего, знали о проживании эмира «Аль-Каиды» на территории страны или даже охраняли его. Противники этой версии утверждают, что из-за того, что Усама проживал в одном доме с местной семьёй и никогда не пользовался интернетом и телефоном, отследить его было значительно труднее. Президент Пакистана Асиф Али Зардари полностью отрицал защиту главы «Аль-Каиды» властями и назвал слухи об этом «беспочвенными». Министерство иностранных дел Пакистана в своём коммюнике «категорически опровергало» сведения о том, что об операции по его устранению было известно официальным лицам. Посол Пакистана в США Хусейн Хаккани пообещал расследование деятельности отечественных спецслужб и заявил: 

Несомненно, у бен Ладена была система поддержки. Вопрос в том, существовала ли эта система поддержки среди властей Пакистана или среди общества Пакистана?
 Пакистанские официальные лица также утверждали, что при тех ограниченных ресурсах, которыми обладало государство, его приоритетом была борьба с «Техрик-е Талибан Пакистан» и другими представляющими реальную угрозу боевиками.
В своём убежище в Абботаббаде Усама бен Ладен прожил предыдущие 5 лет. Обширный комплекс с трёхэтажным домом был, по-видимому, специально возведён для него.

## Взгляды и идеология
Одной из краеугольных идей Усамы бен Ладена была убеждённость в том, что граждане вражеских стран, в том числе женщины и дети, — подходящие цели для атак джихадистов. Сотрудник ЦРУ Майкл Шоер, отвечавший в Управлении за поиски террориста, считал, что его мотивировала неприязнь к внешней политике США, благодаря вмешательству которых, как он думал, страдают мусульмане на Ближнем Востоке. Основатель «Аль-Каиды» критиковал Соединённые Штаты за секуляризм, призывал американцев переходить в ислам и «отринуть безнравственные акты прелюбодеяния, гомосексуальности, пьянство, азартные игры и ростовщичество». Его публичное осуждение западных властей и общества и заявления о том, что их контролируют евреи, нашло признание среди различных крайне правых кругов в США и Европе. Усама считал, что исламский мир находится в глубоком кризисе, и лишь полное господство шариата позволит изменить его к лучшему. Помимо секуляризма, он противостоял панарабизму, социализму, коммунизму и демократии. Усама бен Ладен принадлежал к асаритам.
Усама полагал, что Афганистан в период первого правления Талибана во главе с муллой Омаром был «единственной исламской страной» в мусульманском мире. Он был последовательным сторонником жестокого джихада, необходимость которого обосновывал притеснениями, которые якобы терпели мусульмане от США и других немусульманских стран. Идеология Усамы бен Ладена и методы претворения её в жизнь характеризуют его как террориста. Его общей стратегией против сверхдержав была продолжительная война на истощение на территории мусульманских стран с использованием большого числа джихадистов, которые, как он полагал, никогда не сдадутся. Этим он надеялся добиться экономического коллапса вражеской стороны.
Глава «Аль-Каиды» был ярым юдофобом, обвиняя евреев в большинстве негативных событий, происходящих в мире: так, например, приводил операцию «Лиса пустыни» как доказательство того, что правительства США и Великобритании подчиняются евреям, приказывающим убивать как можно больше мусульман. По мнению Усамы, евреи контролируют американские СМИ и политические и экономические институты. Он заявлял, что конечной целью Израиля является завоевание Аравийского полуострова и порабощение местного населения в рамках создания «Великого Израиля». Усама бен Ладен считал, что евреи и мусульмане никогда не поладят друг с другом, а война между ними неизбежна, и порицал Соединённые Штаты за поддержку антиисламских настроений. В «Аль-Каиде» учили, что четыре главных врага ислама — «шииты, еретики, Америка и Израиль».
В своём письме от 2010 года Усама осудил беспочвенные массовые убийства мусульман, которые последователи «Аль-Каиды» оправдывали исламской доктриной «ат-Татаррус», разрешающей непреднамеренные убийства мирных граждан в особых обстоятельствах, и вылившиеся в неприятие мусульманами экстремизма. Поводом для послания стали действия связанной с организацией Усамы бен Ладена афганской группировки «Техрик-е Талибан Пакистан», члены которой напали на вражеское племя. Он заявил, что атака несправедлива, а учение нуждается в переработке в современном контексте, в рамках которой необходимо «провести ясную черту». Глава «Аль-Каиды» поручил одному из соратников составить кодекс поведения джихадиста, призывающий к ограничению насилия в стремлении избежать гибели мирных граждан. Усама бен Ладен призывал своих сторонников в Йемене искать перемирия или хотя бы «продемонстрировать людям, что мы заботимся о том, чтобы сберечь мусульман на мирной основе». Говоря о Сомали, он обращал внимание на страшную бедность, вызванную бесконечной войной, и посоветовал организации «Харакат аш-Шабаб» заняться экономическим развитием страны. Лидер «Аль-Каиды» инструктировал своих последователей по всему миру делать упор на образование и убеждение, а не на конфронтацию с другими исламскими группами.
Усама не принимал музыку. Его отношение к технологиям было различным: он интересовался землеройной техникой и генной инженерией растений, однако отказывался от охлаждения воды. Эмир «Аль-Каиды» выступал против изменения климата и призывал американцев найти вместе с президентом Обамой решение, позволившее бы «спасти человечество от вредных газов».

## Личная жизнь
В 1974 году в сирийском городе Латакия Усама бен Ладен заключил брак со своей двоюродной сестрой . В 1983, 1985, 1987 и 2000 годах Усама снова женился, однако его второй брак в 1990-х годах закончился разводом. Согласно некоторым источникам, в тот же период он женился ещё раз, однако вскоре брак был аннулирован. У Усамы бен Ладена было, по разным оценкам, до 26 детей. После терактов 11 сентября 2001 года многие из них переехали в Иран, где были помещены под надзор властей.
Согласно ориентировке ФБР, рост Усамы составлял от 193 до 196 сантиметров, по другой информации, он был чуть выше 180 см. Эмир «Аль-Каиды» был левшой и ходил с палкой. Он говорил тихо и отличался скромным поведением.

## Образ в кино
- 2001—2002 — Мужская работа — Николай Чиндяйкин «Аль-Саид».
- 2002—2003 — «Спецназ» — Нодар Мгалоблишвили «Бородатый».
- 2007 — «Постал» — Ларри Томас.
- 2007 — «Я — Боб» / I Am Bob (США) — Kрисхан Татери.
- 2010 — «Tere Bin Laden» (Индия) — Прадхуман Сингх.
- 2012 — Диктатор.
- 2012 — Цель номер один — Рикки Секхон.
- 2012 — Кодовое имя Джеронимо[англ.] — Йон Кемптон.
- 2013 — «Vishwaroopam» (Индия) — Нарен Вейсс.
- 2019 — «Железное небо: Грядущая раса» — Аббас Ширафкан.